# プリント・ディスアビリティ
プリント・ディスアビリティ（print disability、プリントディスアビリティ、プリントディサビリティ）とは、紙の印刷物 を読むことが困難である障害 の総称
。
具体的には、視覚障害者と「知覚もしくは読みに関する障害がある者で、そのために、印刷された著作物を、機能障害または障害のない者と実質的に同程度には読むことができない者」および「身体障害により本を持っていることや扱うことができない者、あるいは、両目の焦点を合わせることや両目を動かすことが、読むために通常必要な条件を満たせるほどにはできない者」が含まれている幅広い概念である。
「印刷物障害」などと訳されている。
プリント・ディスアビリティがある人々（persons with print disabilities）は「読字障害者」「読書困難者」などと訳されている。
また、単に「視覚障害者等」
と表現されることもある。